# The Verge
The Verge (с англ. — «грань») — американский веб-сайт о компьютерной технике, гаджетах и стиле жизни. Начал свою работу 1 ноября 2011 года. Главный редактор — Нилай Пател.
The Verge является 271-м по популярности американском веб-сайтом, а также занимает ▼615-е место в глобальном рейтинге.
Сайт является частью холдинга Vox Media.

## История
В апреле 2011 года был запущен блог о технологиях под названием This Is My Next. Публикуя 3-5 статей в день, сайт стал привлекать около 1 млн уникальных посетителей и по состоянию на 23 августа 2011 находился на 22-м месте в списке популярных сайтов об IT по версии Techmeme. Помимо статей, на сайте регулярно появлялись аудио-подкасты. 1 ноября This Is My Next завершил свою работу, уступив место новому проекту своих создателей, Джошуа Топольски и Пола Миллера, — The Verge.
В августе 2014 сооснователь сайта Джошуа Топольски покинул созданный им проект и перешёл в Bloomberg. Место главного редактора занял Нилай Пател.

## Разделы сайта
Веб-сайт The Verge разделён на две части. Первая состоит из редакционных статей (в среднем публикуется около 10 штук в день). Вторая представляет собой форум, на котором могут общаться (создавать новые темы и оставлять комментарии к уже существующим) все зарегистрированные пользователи.

## Контент
На The Verge публикуются статьи, связанные со сферой IT (в частности новости, обзоры, текстовые и фото-трансляции с различных мероприятий и конференций). Также Vox Media производит несколько веб-шоу (например 90 Seconds on The Verge). Кроме того, время от времени выпускаются так называемые feature videos, рассказывающие о конкретном событии или человеке (например экскурсия на студию Pixar, приуроченная к выпуску мультфильма «Университет монстров»).
Полный список рубрик:
- Новости
- Обзоры
- Прямые трансляции с презентаций IT-компаний
- On The Verge
- Top Shelf — программа о самых интересных событиях за неделю.
- 90 Seconds on The Verge — ежедневное шоу длительностью 90 секунд, в котором рассказывается о трёх наиболее значимых новостях прошедшего дня (более не выпускается).
- The Vergecast — подкаст
- The Verge Mobile Show
- The Verge Book Club